# Vijay (acteur)
Joseph Vijay Chandrasekhar (Madras, 22 juni 1974), bekend onder het mononiem Vijay, is een Indiaas acteur die voornamelijk in de Tamil filmindustrie actief is.

## Biografie
Op 10-jarige leeftijd begon Vijay zijn filmcarrière als kindacteur in Vetri (1984). Daarna trad hij op als kindacteur in films als Kudumbam (1984), Vasantha Raagam (1986), Sattam Oru Vilayaattu (1987) en Ithu Engal Neethi (1988). Vijay begon op 18-jarige leeftijd hoofdrollen te spelen, te beginnen met Naalaiya Theerpu (1992). In 1996 trad Vijay op in Poove Unakkaga, wat ervoor zorgde dat zijn populariteit grote hoogten bereikte. Zijn film Ghilli (2004) was de eerste Tamil film dat 500 miljoen Indiase roepies opbracht. Ghilli werd gevolgd door commercieel succesvolle films Madhurey en Thirupaachi in 2005. Later speelde Vijay in de commercieel en kritisch succesvolle films Sachein, Sivakasi en Pokkiri. Pokkiri was op dat moment een van de meest opbrengende films in zijn carrière. In 2009 werd Vijay een van de best betaalde acteurs in Zuid-India.
Vijay huwde Sangeetha Sornalingam in 2009 met wie hij twee kinderen heeft. Vijay's zoon maakte een gastoptreden met zijn vader in Vettaikaaran (2009) en zijn dochter speelde een kleine rol als pre-tienerdochter van haar vader in Theri (2016).

## Filmografie
| Jaar | Film                      | Rol                                              | Opmerking                                                             |
| ---- | ------------------------- | ------------------------------------------------ | --------------------------------------------------------------------- |
| 1984 | Vetri                     | Amudhan                                          | als kind                                                              |
| 1984 | Kudumbam                  | Narada                                           | als kind                                                              |
| 1985 | Naan Sigappu Manithan     | Vijay                                            | cameo als kind in intro nummer                                        |
| 1986 | Vasantha Raagam           | Vijay                                            | als kind                                                              |
| 1987 | Sattam Oru Vilaiyattu     | Raja                                             | als kind                                                              |
| 1988 | Ithu Engal Neethi         | Vijay                                            | als kind                                                              |
| 1992 | Naalaiya Theerpu          | Vijay                                            |                                                                       |
| 1993 | Sendhoorapandi            | Vijay                                            |                                                                       |
| 1994 | Rasigan                   | Vijay                                            | ook zanger "Bombay City Sukkha Rotti"                                 |
| 1995 | Deva                      | Deva                                             | ook zanger "Oru Kaditham", "Aiyaiyoo Alamelu" en "Kottagiri Kuppamma" |
| 1995 | Rajavin Parvaiyile        | Raja                                             |                                                                       |
| 1995 | Vishnu                    | Vishnu/ Krishna                                  | ook zanger "Thottabettaa Rottu Melae"                                 |
| 1995 | Chandralekha              | Rahim                                            |                                                                       |
| 1996 | Coimbatore Mappillai      | Balu                                             | ook zanger "Bombay Party Shilpa Shetty"                               |
| 1996 | Poove Unakkaga            | Raja                                             |                                                                       |
| 1996 | Vasantha Vaasal           | Vijay                                            |                                                                       |
| 1996 | Maanbumigu Maanavan       | Sivaraj                                          | ook zanger "Thiruppathy Ponaa Mottai"                                 |
| 1996 | Selva                     | Selvan                                           | ook zanger "Chicken Kari"                                             |
| 1997 | Kaalamellam Kaathiruppen  | Kannan                                           | ook zanger "Anjaam Number Bussil Yeri"                                |
| 1997 | Love Today                | Ganesh                                           |                                                                       |
| 1997 | Once More                 | Vijay                                            | ook zanger "Oormilaa Oormilaa"                                        |
| 1997 | Nerrukku Ner              | Vijay                                            |                                                                       |
| 1997 | Kadhalukku Mariyadhai     | Jeevanandham                                     | ook zanger "Oh Baby Baby"                                             |
| 1998 | Ninaithen Vandhai         | Gokulakrishnan                                   |                                                                       |
| 1998 | Priyamudan                | Vasanth                                          | ook zanger "Mowriya Mowriya"                                          |
| 1998 | Nilaave Vaa               | Siluvai                                          | ook zanger "Nilave Nilave" en "Chandira Mandalathai"                  |
| 1999 | Thulladha Manamum Thullum | Kutty                                            |                                                                       |
| 1999 | Endrendrum Kadhal         | Vijay                                            |                                                                       |
| 1999 | Nenjinile                 | Karunakaran                                      | ook zanger "Thanga nirathuku"                                         |
| 1999 | Minsara Kanna             | Kannan                                           |                                                                       |
| 2000 | Kannukkul Nilavu          | Gautham                                          |                                                                       |
| 2000 | Kushi                     | Shiva                                            |                                                                       |
| 2000 | Priyamaanavale            | Vijay                                            | ook zanger "Mississippi Nadhi Kulunga"                                |
| 2001 | Friends                   | Aravindhan                                       |                                                                       |
| 2001 | Badri                     | Sri Badrinatha Moorthy                           | ook zanger "Ennoda Laila"                                             |
| 2001 | Shahjahan                 | Ashok                                            |                                                                       |
| 2002 | Thamizhan                 | Surya                                            | ook zanger "Ullathai Killadhae"                                       |
| 2002 | Youth                     | Shiva                                            |                                                                       |
| 2002 | Bagavathi                 | Bhagavathi                                       | ook zanger "Coca-Cola (Podango)"                                      |
| 2003 | Vaseegara                 | Boopathy                                         |                                                                       |
| 2003 | Pudhiya Geethai           | Sarathi                                          |                                                                       |
| 2003 | Thirumalai                | Thirumalai                                       |                                                                       |
| 2004 | Udhaya                    | Udhayakumaran                                    |                                                                       |
| 2004 | Ghilli                    | Saravanavelu                                     |                                                                       |
| 2004 | Madhurey                  | Maduravel                                        |                                                                       |
| 2005 | Thirupaachi               | Sivagiri                                         |                                                                       |
| 2005 | Sukran                    | Sukran                                           | gastoptreden                                                          |
| 2005 | Sachein                   | Sachein                                          | ook zanger "Vaadi Vaadi CD"                                           |
| 2005 | Sivakasi                  | Muthappa                                         |                                                                       |
| 2006 | Aathi                     | Aathi                                            |                                                                       |
| 2007 | Pokkiri                   | Sathyamoorthy                                    |                                                                       |
| 2007 | Azhagiya Tamil Magan      | Guru/ Prasad                                     |                                                                       |
| 2008 | Kuruvi                    | Vetrivel                                         |                                                                       |
| 2008 | Pandhayam                 | zichzelf                                         | gastoptreden                                                          |
| 2009 | Villu                     | Pugazh/ Saravanan                                |                                                                       |
| 2009 | Vettaikaaran              | Ravi                                             |                                                                       |
| 2010 | Sura                      | Sura                                             |                                                                       |
| 2011 | Kaavalan                  | Bhoominathan                                     |                                                                       |
| 2011 | Velayudham                | Velayudham                                       |                                                                       |
| 2012 | Nanban                    | Pappu/ Kosaksi Pasapugazh/ Panchavan Pariventhan |                                                                       |
| 2012 | Rowdy Rathore             | zichzelf                                         | Hindi film, in nummer "Chinta Ta"                                     |
| 2012 | Thuppakki                 | Jagadish Dhanapal                                | ook zanger "Google Google"                                            |
| 2013 | Thalaivaa                 | Vishwa Ramadorai                                 | ook zanger "Vanganna Vanakkanganna"                                   |
| 2014 | Jilla                     | Shakthi Aarumugam                                | ook zanger "Kandangi Kandangi"                                        |
| 2014 | Kaththi                   | Kathiresan/ Jeevanandham                         | ook zanger "Selfie Pulla"                                             |
| 2015 | Puli                      | Marudheeran/ Pulivendhan                         | ook zanger "Yaendi Yaendi"                                            |
| 2016 | Theri                     | Vijay Kumar/ Joseph Kuruvilla/ Dharmeshwar       | ook zanger "Chella Kutti"                                             |
| 2017 | Bairavaa                  | Bairavaa                                         | ook zanger "Papa Papa"                                                |
| 2017 | Mersal                    | Vetri/ Maaran/ Vetrimaaran                       |                                                                       |
| 2018 | Sarkar                    | Sundar Ramaswamy                                 |                                                                       |
| 2019 | Bigil                     | Michael Rayappan/ Rayappan                       | ook zanger "Verithanam"                                               |
| 2021 | Master                    | John Durairaj                                    | ook zanger "Kutti Story"                                              |
| 2022 | Beast                     | Veera Raghavan                                   | ook zanger "Jolly O Gymkhana"                                         |
| 2023 | Varisu                    | Vijay Rajendran                                  | ook zanger "Ranjithame"                                               |
| 2023 | Leo                       | Parthiban                                        |                                                                       |
| 2024 | The Greatest of All Time  | M.S. Gandhi/ Jeevan Gandhi/ Sanjay Menon         |                                                                       |